# Петров, Кирил
Кирил Петров (болг. Кирил Петров / Kyril Petrov ; 6 января 1897, Сталийска-Махала в общине Лом Монтанского округа, Болгария — 28 декабря 1979, София, Болгария) — болгарский жанровый живописец, портретист. Самобытный художник, бо́льшую часть жизни проживший родном селе, в крестьянской общине, Кирил Петров стремился дать в своей живописи «голос» безмолствующей крестьянской массе Болгарии.

## Жизнь художника
Кирил Петров родился 6 января 1897 года в селе Сталийска-Махала, входящем в общину Лом Монтанской области на северо-западе Болгарии. Территория общины Лом  вытянута вдоль течения Дуная, а сам город Лом — это второй по величине речной порт Болгарии.
Вначале для обучения юноша выбрал ближайшее к Сталийска-Махале Педагогическое училище города Лом. Окончил училище в 1915. Воевал в Первой мировой с 1916 по 1918 год. 
Софийскую Академию художеств (мастерская профессора Николы Маринова) закончил в 1926 году. 
В 1931 году Кирил Петров становится членом «Товарищества новых художников» (болг.). В 1937-м получает золотую медаль на Международной выставке в Париже. Воевал на фронтах Второй мировой войны в 1943—1944 годах.

### Кредо
Как развивалась карьера художника? Работал учителем в провинции. Обосновался в своём родном селе, и день за днём трудился над живописью, перепахивая красочную массу, как крестьянин вспахивает землю плугом, глубоко, добросовестно и упорно. Художник предпочитает писать фигуративные, даже многофигурные композиции. Однако, его метод самобытен, а стиль, в чём-то напоминающий символизм, отчасти — экспрессионизм, всё же выработан Кирилом Петровым самостоятельно. Он брал сюжеты из повседневной жизни, наблюдая за трудовыми буднями жителей села. Его картины — это мысли о существовании сельского жителя, о патриархальном укладе жизни, о любви к земле и труду. 
Фигуры на его картинах будто вылеплены из почвы, исполнены грубоватой силы. Колорит картин сдержан. Важную роль в построении живописной композиции играет ритм геометрических структур .

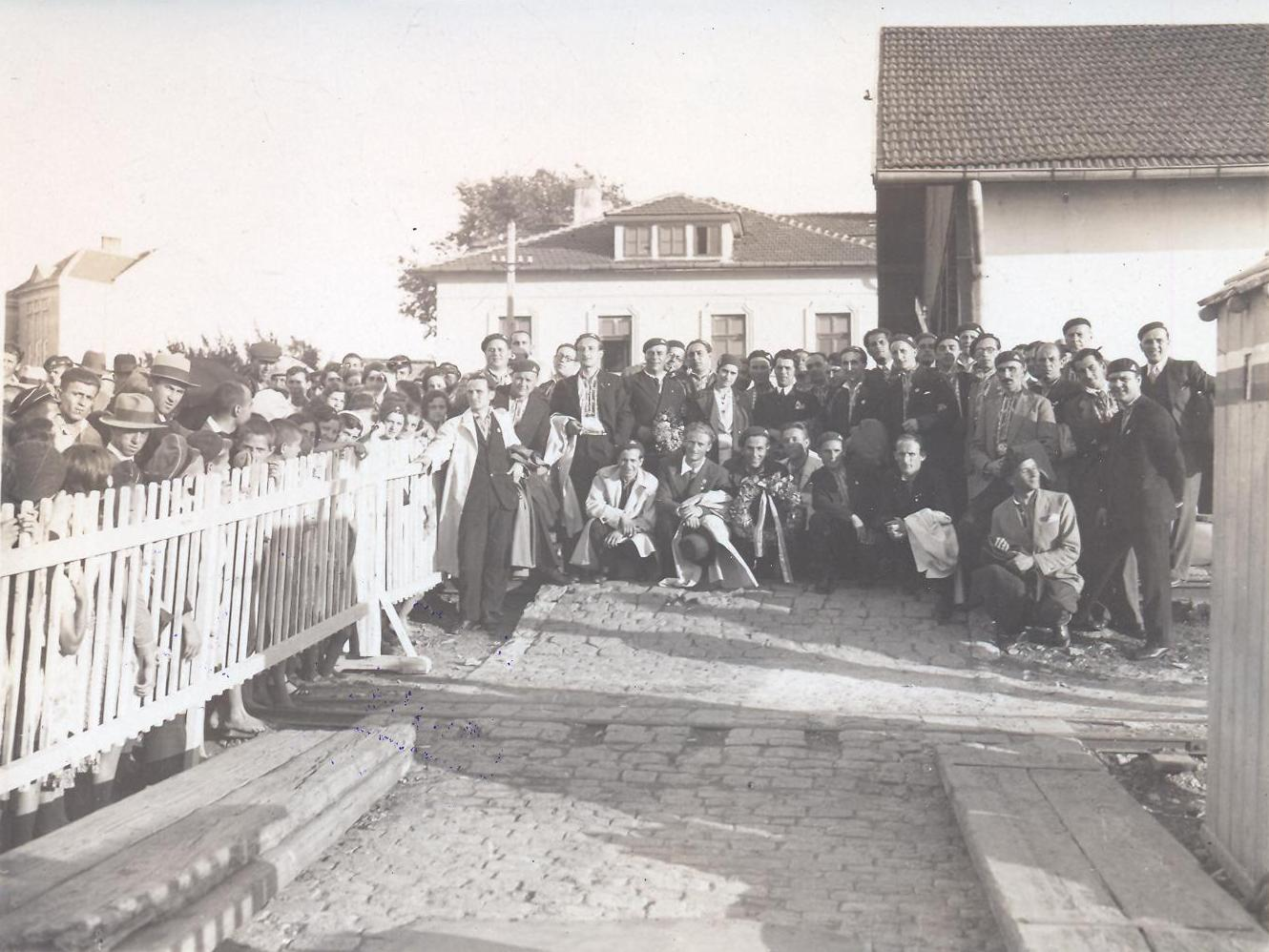
Софийский хор «Гусла»
на железнодорожной станции города Лом
14 августа 1933

### Поздние годы
После персональной выставки художника, состоявшейся в 1946 году в Этнографическом музее Софии, когда на него обрушились коммунистические критики “за формализм и декадентство”, Кирил Петров прекращает выставочную практику вплоть до 1961 года. В 1972-м проходит его ретроспективная выставка в Софии, а в 1973-м — в Берлине .
Произведения Кирила Петрова представлены в Национальной художественной галерее, (София) , Софийской городской галерее искусств (болг.), в музеях и частных коллекция Болгарии и многих стран мира. Удостоен государственных наград.
Кирил Петров умер 28 декабря 1979 года в Софии.

## Память
Именем художника названа основанная в 1972 году Художественная галерея «Кирил Петров» в областном центре, городе Монтана (ул. Царя Бориса III, 19) Архивировано 25 августа 2011 года. .

## Изображения в сети
- При дверях, 1933 Архивная копия от 10 июня 2015 на Wayback Machine
- На ниве, 1949 Архивная копия от 5 марта 2016 на Wayback Machine Холст, масло 76 × 68 см.
- На ярмарку Холст, масло
- Крестьяне Холст, масло
- Трудовые бригады Холст, масло